# 가키자키역
가키자키역(일본어: 柿崎駅)은 일본 니가타현 조에쓰시에 있는, 동일본 여객철도의 철도역이다. 신에쓰 본선이 지나간다.
특급 《호쿠에쓰》 전열차가 정차한다.

## 역 구조
지상역으로, 승강장은 단식 1면 1선과 섬식 1면 2선이 있다. 역사는 나오에쓰 방면 승강장 쪽에 있으며 반대쪽 승강장은 과선교로 이어져 있다. 나오에쓰역이 관리하며, 역 업무는 JR 니가타 비즈니스가 대신 하고 있다. 오전 7시 10분부터 오후 6시까지 초록 창구를 영업하며, 자동발권기, 대합실, 자동판매기, 공중전화, 우편함 등이 있다.

### 승강장
| 1 | ■ 신에쓰 본선 | 사이가타 · 나오에쓰 방면   |
| 2 | ■ 신에쓰 본선 | (대피용으로 사용.)         |
| 3 | ■ 신에쓰 본선 | 가시와자키 · 나가오카 방면 |

## 역세권 정보
- 국도 제8호선

## 역사
- 1897년 5월 13일 - 호쿠에쓰 철도의 역으로 개업했다.
- 1907년 8월 1일 - 국유화에 따라 일본국유철도 신에쓰 본선의 소속이 되었다.
- 1987년 4월 1일 - 민영화에 따라 동일본 여객철도의 소속이 되었다.

## 인접역
| 동일본 여객철도 신에쓰 본선 | 동일본 여객철도 신에쓰 본선 | 동일본 여객철도 신에쓰 본선 |
| --------------------------- | --------------------------- | --------------------------- |
| 나오에쓰 방면               | ■ 쾌속                      | 가시와자키 니가타 방면      |
| 동일본 여객철도 신에쓰 본선 |                             |                             |
| 조게하마 나오에쓰 방면      | ■ 보통                      | 요네야마 니가타 방면        |